# Alonso de Mora
Alonso de Mora (1555-? en Encinasola, Huelva) fue un escultor. Aunque no se tiene mucha información se sabe que hizo esculturas para la Semana Santa de Sevilla. 
En la Enciclopedia Universal Ilustrada Europeo Americana Espasa - Calpe S.A. dice: 
Alonso de Mora.- Escultor español del siglo XVI “establecido en Sevilla”, donde fue discípulo de Jerónimo Hernández. En 1594 labró algunas estatuas de gran tamaño destinadas al monumento erigido durante la Semana Santa en la catedral de Sevilla. En Encinasola la calle Mora es en su honor.
- Datos: Q5670362